# Nazionale maschile under 18 di pallacanestro della Costa d'Avorio
La nazionale di pallacanestro ivoriana Under-18 è una selezione giovanile della nazionale ivoriana di pallacanestro, ed è rappresentata dai migliori giocatori di nazionalità ivoriana di età non superiore ai 18 anni.
Partecipa a tutte le manifestazioni internazionali giovanili di pallacanestro per nazioni gestite dalla FIBA.

## Partecipazioni

### FIBA AfroBasket Under-18
- 2006 - 7°
- 2008 - 6°
- 2010 - 11°
- 2012 -  25°
- 2014 - 6°

- 2016 - 8°

## Formazioni
FIBA AfroBasket Under-18 20124 Sanogo, 5 A. Touré, 6 Momblé, 7 Fofana, 8 Kouakou, 9 Bah, 10 Otto, 11 Ouraga, 12 D. Traoré, 13 Kouhiboni, 14 Meité, 15 Oulai,        All. Blaise Amalabian